# Liste der Briefmarken mit Motiv Berliner Fernsehturm

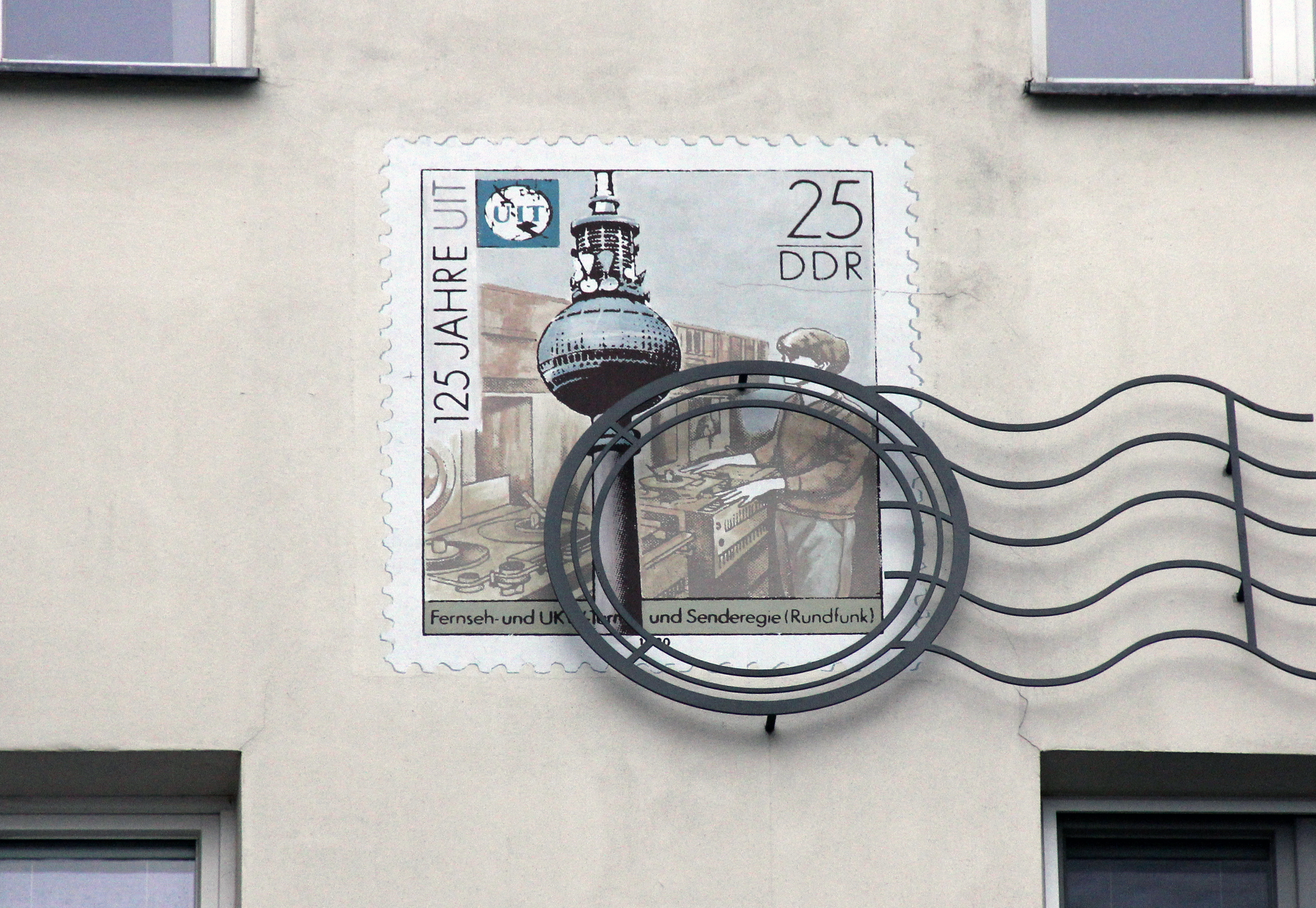
Berliner Fernsehturm als Motiv auf einer DDR-Briefmarke von 1990, hier: als Denkmal an einer Häuserfassade in Berlin-Mitte

Die Liste der Briefmarken mit Motiv Berliner Fernsehturm zeigt Briefmarkenblocks, Sonder-, oder Dauermarken, die den Berliner Fernsehturm als Haupt- oder Nebenmotiv darstellen.

## Liste der Briefmarken
| Deutsche Post der DDR | Deutsche Post der DDR | Deutsche Post der DDR | Deutsche Post der DDR | Deutsche Post der DDR | Deutsche Post der DDR           | Deutsche Post der DDR  |
| --------------------- | --- | --------------------- | --------------------- | --------------------- | ------------------------------- | ---------------------- |
| Bild                  | Beschreibung | Wert                  | Ausgabe- datum        | Auflage               | Entwurf                         | Mi.-Nr.                |
|                       | Weltfriedenstreffen, Berlin - Bekannte Berliner Bauten | 20+5                  | 4. Juni 1969          | 4.000.000             | Joachim Rieß                    | 1479                   |
|                       | Diese Marke wurde als Briefmarkenblock ausgegeben: - Rotes Rathaus, Marienkirche, Fernsehturm | 1 M                   | 23. September 1969    | 2.200.000             | Gerhard Voigt und Arthur Lipsch | 1507                   |
|                       | 20 Jahre DDR (III): Eröffnung des Fernseh- und UKW-Turms der Deutschen Post, Berlin - Fernseh- und UKW-Turm | 10                    | 6. Oktober 1969       | 11.975.000            | Hans Detlefsen                  | 1509                   |
|                       | - Testbild mit Kugel des Turms | 20                    | 6. Oktober 1969       | 12.625.000            | Hans Detlefsen                  | 1510                   |
|                       | Diese Marke wurde als Briefmarkenblock ausgegeben: - Fernseh- und UKW-Turm, Testbild | 1 M                   | 6. Oktober 1969       | 379.000               | Hans Detlefsen                  | 1511                   |
|                       | - Brandenburger Tor, Neubauten | 35                    | 12. August 1971       | 4.000.000             | Klaus Bernsdorf                 | 1692                   |
|                       | - Alexanderplatz, Berlin | 25                    | 13. Juni 1973         | unbekannt             | Manfred Gottschall              | 1854                   |
|                       | Weltfestspiele der Jugend und Studenten, Berlin (II) - Feuerwerk, Fernseh- und UKW-Turm, Weltzeituhr, Berlin | 5                     | 3. Juli 1973          | 7.000.000             | Manfred Gottschall              | 1862                   |
|                       | Aufbau in der DDR, Kleinformat (IV) Alexanderplatz, Berlin | 25                    | 4. März 1975          | unbekannt             | Manfred Gottschall              | 2022                   |
|                       | Konferenz der kommunistischen Parteien und der Arbeiterparteien Europas, Berlin - Kopfbilder von Karl Marx, Friedrich Engels und Wladimir Lenin, rote Fahnen, Bauwerke am Alexanderplatz, Berlin                                                                                        | 20                    | 29. Juni 1976         | 6.000.000             | Manfred Gottschall              | 2146                   |
|                       | Internationale Briefmarkenausstellung sozialistischer Länder SOZPHILEX 1977, Berlin (I) Fernsehturm Berlin; ausgestrahlte Funkwellen | 10+5                  | 19. Oktober 1976      | 4.000.000             | Hans Detlefsen                  | 2170                   |
|                       | - Festivalblume, Bauwerke in Berlin | 35                    | 25. Juli 1978         | 3.000.000             | Manfred Gottschall              | 2346                   |
|                       | FDJ-Initiative Berlin - Wohnkomplex Leipziger Straße, Berlin | 10                    | 22. Mai 1979          | 16.000.000            | Ralf-Jürgen Lehmann             | 2424                   |
|                       | Aufbau in der DDR, Kleinformat (VIII) - Alexanderplatz, Berlin | 25                    | 10. Juni 1980         | unbekannt             | Manfred Gottschall              | 2521                   |
|                       | Interparlamentarische Konferenz, Berlin Teilansicht des Berliner Stadtzentrums mit Palast der Republik und Fernseh- und UKW-Turm | 20                    | 9. September 1980     | 8.000.000             | Bobbe                           | 2542                   |
|                       | XII. Parlament der Freien Deutschen Jugend (FDJ), Berlin Diese und die folgende Marke wurden als Zusammendruck mit einem dazwischenliegenden Zierfeld ausgegeben: - FDJ-Emblem, Rektorenhaus Esmarchstraße 18 (Kurt-Tucholsky-Bibliothek), Neue Wache, Palast der Republik, Fernsehturm | 10+5                  | 21. Mai 1985          | 3.500.000             | Paul Reißmüller                 | 2947                   |
|                       | XI. Parteitag der Sozialistischen Einheitspartei Deutschlands (SED) | 1 M                   | 8. April 1986         | 2.100.000             | Kraus                           | Michel Blocknummer 83  |
|                       | Kunstausstellung der DDR, Dresden - Weidendammbrücke, Kreidezeichnung von Arno Mohr | 10                    | 22. September 1987    | 8.000.000             | Manfred Gottschall              | 3124                   |
|                       | - Bauwerke im Zentrum Berlins, Emblem | 20+5                  | 9. Mai 1989           | 3.000.000             | Ralf-Jürgen Lehmann             | 3249                   |
|                       | - Fernseh- und UKW-Turm und Senderegie (Rundfunk) | 25                    | 15. Mai 1990          | 4.000.000             | Joachim Rieß                    | 3334                   |
|                       | - Internationale Fernmeldeunion | 70                    | 15. Mai 1990          | 2.000.000             | Joachim Rieß                    | Michel Blocknummer 101 |

| Deutsche Bundespost | Deutsche Bundespost | Deutsche Bundespost | Deutsche Bundespost   | Deutsche Bundespost | Deutsche Bundespost | Deutsche Bundespost |
| ------------------- | --- | ------------------- | --------------------- | ------------------- | ------------------- | ------------------- |
| Bild                | Beschreibung | Werte in Pfennig    | Ausgabe- datum (1987) | Auflage             | Entwurf             | MiNr.               |
|                     | 750 Jahre Berlin Sehenswürdigkeiten Berlins, Stadtwappen Als Hinweis auf das damals geteilte Berlin sind die „Ost-Sehenswürdigkeiten“ nur als Silhouette, die „West-Sehenswürdigkeiten“ hingegen komplett dargestellt. | 80                  | 15. Januar 1987       | 33.600.000          | Peter Steiner       | 1306                |

| Deutsche Bundespost Berlin | Deutsche Bundespost Berlin                          | Deutsche Bundespost Berlin | Deutsche Bundespost Berlin | Deutsche Bundespost Berlin | Deutsche Bundespost Berlin | Deutsche Bundespost Berlin |
| -------------------------- | --------------------------------------------------- | -------------------------- | -------------------------- | -------------------------- | -------------------------- | -------------------------- |
| Bild                       | Beschreibung                                        | Werte in Pfennig           | Ausgabe- datum (1987)      | Auflage                    | Entwurf                    | Mi.-Nr.                    |
|                            | 750 Jahre Berlin Stadtwappen und Sehenswürdigkeiten | 80                         | 15. Januar 1987            | 11.585.000                 | Peter Steiner              | 776                        |

| Weitere Länder | Weitere Länder                                  | Weitere Länder | Weitere Länder  | Weitere Länder | Weitere Länder | Weitere Länder |
| -------------- | ----------------------------------------------- | -------------- | --------------- | -------------- | -------------- | -------------- |
| Bild           | Land und Beschreibung                           | Werte          | Ausgabe- datum  | Auflage        | Entwurf        | Mi.-Nr.        |
|                | UdSSR, 20 Jahre Deutsche Demokratische Republik | 6 Kopeken      | 3. Oktober 1969 | 4.000.000      | E. Aniskin     | 3468           |
|                | UdSSR, 30 Jahre Deutsche Demokratische Republik | 6 Kopeken      | 7. Oktober 1979 | 5.800.000      | A. Kalashnikov | 4685           |